# Keith Allan
Keith Allan (* 1. Juli 1969 in Sacramento, Kalifornien) ist ein US-amerikanischer Schauspieler in Film, Fernsehen und Theater. Internationale Bekanntheit erlangte er in der Rolle des Murphy in der Horrorserie Z Nation.

## Leben und Karriere
Geboren wurde Keith Allan 1969 in Kaliforniens Hauptstadt Sacramento. Nach seinem Besuch der American Academy of Dramatic Arts in Los Angeles arbeitete und lebte er in Seattle, wo er seine Ausbildung absolvierte und im regionalen Theater spielte. Später ging Allan als Theaterdarsteller nach Colorado. Dort wurde er für seine Erfolge mit dem Drama Critics Circle Award geehrt.
Seit Beginn der 2000er Jahre spielt Allan auch regelmäßig in Fernsehproduktionen. Dort sah man ihn unter anderem in Episoden von zahlreichen namhaften Fernsehserien, unter anderem in Serien wie Charmed – Zauberhafte Hexen, Will & Grace, Buffy – Im Bann der Dämonen, CSI: Vegas, Star Trek: Enterprise, Polizeibericht, Scrubs – Die Anfänger, Mad Men, The Neighbors, The Good Doctor oder Stumptown. Im Jahr 2014 hatte man ihn als Murphy für die Horrorserie Z Nation gecastet. Diese Rolle spielte er in fünf Staffeln in insgesamt 63 Episoden bis zum Jahre 2018.

## Filmografie (Auswahl)

### Kino
- 2005: Murder on the Border
- 2008: An American Carol
- 2009: The Perfect Sleep
- 2011: Die drei Musketiere – Alle für einen und Waffen für alle! (3 Musketeers)
- 2012: Hold Your Breath
- 2012: Rise of the Zombies
- 2014: The Shoot
- 2015: Kill Me, Deadly

### Fernsehen
- 2000: Meat Loaf: To Hell and Back (Fernsehfilm)
- 2000: Charmed – Zauberhafte Hexen (Fernsehserie, 1 Episode)
- 2000: Will & Grace (Fernsehserie, 1 Episode)
- 2000: Buffy – Im Bann der Dämonen (Fernsehserie, 1 Episode)
- 2002: CSI: Vegas (Fernsehserie, 1 Episode)
- 2002: Star Trek: Enterprise (Fernsehserie, 1 Episode)
- 2003: Polizeibericht (Fernsehserie, 1 Episode)
- 2004: Hallo Holly (Fernsehserie, 1 Episode)
- 2006: Scrubs – Die Anfänger (Fernsehserie, 1 Episode)
- 2006: Close to Home (Fernsehserie, 1 Episode)
- 2007: The Last Supper: 13 Men of Courage (Fernsehfilm)
- 2008: Turbo Dates (Fernsehserie, 1 Episode)
- 2009: Die Zauberer vom Waverly Place (Fernsehserie, 1 Episode)
- 2010: Big Time Rush (Fernsehserie, 1 Episode)
- 2011: Victorious (Fernsehserie, 1 Episode)
- 2012: Mad Men (Fernsehserie, 1 Episode)
- 2012: Apartment 23 (Fernsehserie, 1 Episode)
- 2013: The Neighbors (Fernsehserie, 1 Episode)
- 2013: Social Nightmare (Fernsehfilm)
- 2013: Welcome to the Family (Fernsehserie, 1 Episode)
- 2013: Zombie Night (Fernsehfilm)
- 2014–2018: Z Nation (Fernsehserie, 69 Episoden)
- 2018: The Good Doctor (Fernsehserie, 1 Episode)
- 2020: Stumptown (Fernsehserie, 1 Episode)